# Černý potok (dopływ Ścinawki)
Černý potok – potok w Czechach w Sudetach Środkowych.
Potok wypływa w Górach Suchych na wysokości 600–650 m n.p.m. płynie przez  Rožmitál i wpływa do Ścinawki we wsi Otovice.